# Serhij Zajcew
Serhij Łarionowycz Zajcew, ukr. Сергій Ларіонович Зайцев (ur. 13 kwietnia 1973 w Zaporożu) – ukraiński piłkarz grający na pozycji obrońcy, trener piłkarski.

## Kariera piłkarska

### Kariera klubowa
Wychowanek Metałurha Zaporoże. Pierwszy trener Wołodymyr Koczeharow. W 1991 rozpoczął karierę piłkarską w Majaku Charków, skąd został zaproszony do drużyny z rodzimego miasta – Torpedo Zaporoże. Latem 1993 został piłkarzem Metałurha Zaporoże, a następnego lata przeszedł do Metalista Charków. Na początku 1996 wyjechał za granicę, gdzie bronił barw klubów Nieftiechimik Niżniekamsk, Tatran Preszów, Marko/WKS Wieluń, Pogoń Szczecin, FK Ozeta Dukla Trenčín, 1. FC Košice, FK Atyrau, Energetik Pawłodar i Kajsar Kyzyłorda. W międzyczasie krótko grał w amatorskim zespole ZAlK Zaporoże. W 2008 zakończył karierę zawodową w drużynie Roś Biała Cerkiew.

## Kariera trenerska
Po zakończeniu kariery piłkarskiej w 2009 rozpoczął pracę trenerską w kazachskim FK Atyrau. W sierpniu 2010 objął stanowisko asystenta głównego trenera w Metałurha Zaporoże. Na początku maja 2011 zaproponowano mu pełnić obowiązki głównego trenera. Z jego pomocą Metałurh w sezonie 2011/12 zajął drugie miejsce w Pierwszej lidze i zdobył awans do Premier-lihi, jednak klub nie przedłużył kontrakt, który wygasł 31 maja 2012 roku. Po dymisji Witalija Kwarcianego w grudniu 2012 ponownie przystąpił do obowiązków głównego trenera drużyny. Po zakończeniu sezonu 29 maja 2013 klub podjął decyzję nie kontynuować współpracy z nim. 1 lipca 2015 został mianowany na stanowisko głównego trenera mołdawskiego klubu Zarea Bielce, którym kierował do końca roku. 5 lipca 2016 został mianowany na pełniącego obowiązki głównego trenera Karpat Lwów. 7 października 2016 objął stanowisko kierownika programu rozwoju juniorów w Karpatach Lwów. 14 września 2017 ponownie stał na czele Karpat. 19 listopada 2017 został zwolniony z zajmowanego stanowiska. 25 lipca 2018 został zaproszony do Akżajyka Orał. 25 grudnia 2018 opuścił kazachski klub, jednak wkrótce, 24 stycznia 2019 ponownie podpisał kontrakt z Akżajykiem Orał, którym kierował do 19 kwietnia 2019. We wrześniu 2019 roku rozpoczął pracę w drugoligowej Legionovii Legionowo.